# Dominio de Kishū

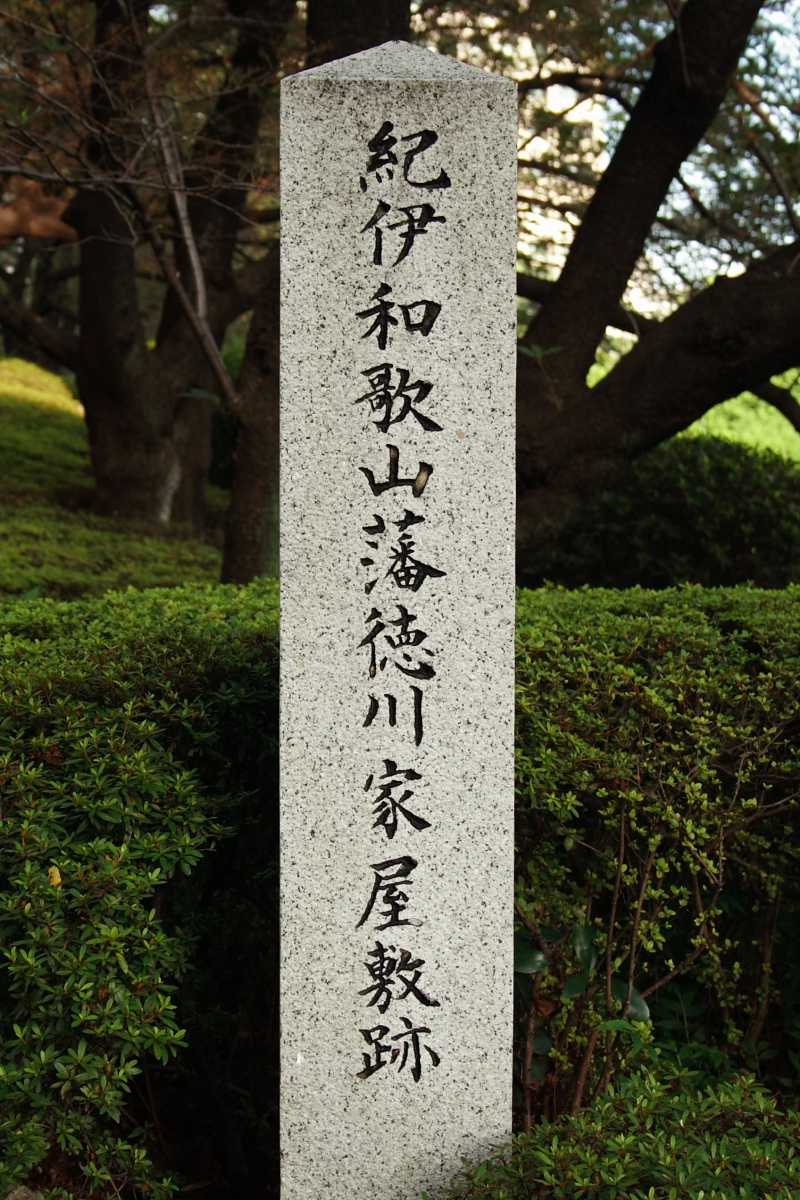
Una guía que marca el sitio de una residencia para el clan Kishū-Tokugawa.

El Dominio de Kishū (紀州藩 Kishū-han?), también conocido como Dominio de Kii (紀伊藩?) o Dominio de Wakayama (和歌山藩?), era un dominio feudal japonés o han en la provincia de Kii. El dominio abarcaba áreas de las prefecturas actuales de Wakayama y el sur de Mie, y tenía un ingreso de 555 000 koku. El dominio fue administrado desde el Castillo de Wakayama en la actual Wakayama, Prefectura de Wakayama. Los jefes del dominio fueron extraídos del clan Kishu-Tokugawa, uno de los Gosanke, o tres ramas del clan Tokugawa. El dominio fue fundado por Tokugawa Yorinobu, el décimo hijo del shōgun Tokugawa Ieyasu, cuando se mudó del dominio de Sunpu en la provincia de Suruga y a la provincia de Kii. El Kishū vino a controlar los dominios adyacentes más pequeños de Tanabe y Shingū. El Dominio Kishū se destacó por su producción de Kishū mikan, salsa de soja, laca y carbón de roble de alta calidad durante el período Edo, y la producción de cuero y algodón por la Restauración Meiji en 1868. 
Bajo la abolición del sistema Han en julio de 1871, los dominios de Kishū, Tanabe y Shingū se convirtieron en la Prefectura de Kishū, la Prefectura de Tanabe y la Prefectura de Shingū respectivamente, y en noviembre del mismo año se abolieron las tres prefecturas con la creación del presente. día prefecturas de Mie y Wakayama.

## Cabezas
Kishu-Tokugawa (Shinpan) (550 000 koku) 
1. Yorinobu - fundador
2. Mitsusada
3. Tsunanori
4. Yorimoto
5. Yoshimune - luego se convirtió en shōgun
6. Munenao
7. Munemasa
8. Shigenori
9. Harusada
10. Harutomi
11. Nariyuki
12. Narikatsu
13. Yoshitomi (más tarde se convirtió en shōgun Iemochi)
14. Mochitsugu

### Árbol genealógico simplificado
- Tokugawa Ieyasu, 1er Tokugawa Shōgun (1543-1616; r. 1603-1605)
  -  I. Yorinobu, 1er Señor de Kishū (cr. 1619) (1602-1671; r. 1619-1667)
    -  II. Mitsutada, 2do Señor de Kishū (1627-1705; r. 1667-1698)
      -  III. Tsunanori, 3er Señor de Kishū (1665-1705; r. 1698-1705)
      -  IV. Yorimoto, 4to Señor de Kishū (1680-1705; r. 1705)
      -  V. Tokugawa Yoshimune, 5.º señor de Kishū, 8vo Tokugawa Shōgun (1684-1751; señor de Kishū: 1705-1716; Shōgun: 1716-1745)
        - Munetada, 1.er jefe de la línea Hitotsubashi-Tokugawa (1721-1765)
          - Harusada, 2.º jefe de la línea Hitotsubashi-Tokugawa (1751-1827)
            -  Tokugawa Ienari, 11.º Shōgun de Tokugawa (1773-1841; r. 1786-1841)
              -  Tokugawa Ieyoshi, 12mo Shōgun de Tokugawa
                -  Tokugawa Iesada, 13ro Shōgun de Tokugawa

              -  XI. Nariyuki, 11mo Señor de Kishū (1801-1846; r. 1824-1846)
                -  XIII. Yoshitomi, 13ro Señor de Kishū, 14ro Shōgun de Tokugawa (como Tokugawa Iemochi) (1846-1866; señor: 1849-1858; Shōgun: 1858-1866)

              -  XII. Narikatsu, 12.º señor de Kishū (1820-1849; r. 1846-1849)

            - Narimasa, 4.º jefe de la línea Tayasu-Tokugawa (1779-1848)
              - Yoshiyori, 8.º jefe de la línea Tayasu-Tokugawa (1828-1876)
                - Yorimichi, 15.º cabeza de la familia, 2.º Marqués (1872-1925; 15.ª cabeza de familia: 1906-1925; 2.º Marqués: 1906-1925)
                  - Yorisada, 16.º cabeza de la familia, 3er Marqués (1892-1954; 16.º cabeza de familia: 1925-1954; 3.er Marquess: 1925-1947)
                    - Yoriaki, 17.º cabeza de la familia (1917-1958; 17.º cabeza de la familia: 1954-1958)

                  - Takako (n. 1926); m. Tokugawa (Aoyama) Tsuyoshi, 18.º cabeza de la familia (n. 1924; 18.º cabeza de la familia: 1958-1965)
                    - Noriko, 19.º cabeza de la familia (n. 1956; 19.º cabeza de la familia: 1965-presente)

    - Matsudaira Yorizumi, 1.er Señor de Saijō (1641-1711)
      -  VI. Munenao, 6to Señor de Kishū (1682-1757; r. 1716-1757)
        -  VII. Munemasa, 7mo Señor de Kishū (1720-1765; r. 1757-1765)
          -  VIII. Shigenori, 8.º señor de Kishū (1746-1829; r. 1765-1775)
          - Matsudaira Yorikata, 6.º señor de Kishū Saijō (1755-1806)
            - Matsudaira Yoriyuki, 8.º señor de Kishū Saijō (1785-1848)
              - Matsudaira Yorisatō, 9.º señor de Kishū Saijō (1809-1865)
                -  XIV. Mochitsugu, 14.º señor de Kishū y jefe de familia, 1er Marqués (1844-1906; Lord: 1858-1869; Gobernante: 1869-1871; Marqués: 1884)

            -  X. Harutomi, 10mo Señor de Kishū (1771-1853; r. 1789-1824)

        -  IX. Harusada, 9no Señor de Kishū (1728-1789; r. 1775-1789)